# Fred Neil (album)
Fred Neil è il terzo album di Fred Neil, pubblicato dalla Capitol Records nel 1966.

## Tracce
Brani composti e arrangiati da Fred Neil, eccetto dove indicato:
Lato A
1. The Dolphins – 3:51
2. I've Got a Secret (Didn't We Shake Sugaree) – 4:35 (Elizabeth Cotton, Fred Neil)
3. That's the Bag I'm In – 3:33
4. Badi-da – 3:35
5. Faretheewell (Fred's Tune) – 4:00

Durata totale: 19:34
Lato B
1. Everybody's Talkin' – 2:58
2. Everything Happens – 2:17
3. Sweet Cocaine – 2:05
4. Green Rocky Road – 3:35
5. Cynicrustpetefredjohn Raga – 7:27

Durata totale: 18:22

## Musicisti
- Fred Neil - chitarra ritmica, chitarra elettrica, mumbles, finger snaps, voce
- Peter (Super-fingers) Childs - chitarra acustica solista, chitarra elettrica, chitarra ritmica
- John T. Forsha - chitarra acustica, chitarra ritmica, chitarra elettrica a dodici corde
- Cyrus Faryar - bouzouki, chitarra ritmica
- Alan Wilson - armonica
- James (Chops) Bond, Jr. - contrabbasso
- Billy Mundi - piatto crash, piatti (cymbals), tamburello, grancassa, batteria
- Rusty Faryar - piatti (finger cymbals)
- Ufo & friend - accompagnamento vocale
- Nick Venet - effetti sonori (tuoni, fulmini), produttore

Note aggiunte
- Nick Venet - produttore
- John Kraus - ingegnere del suono
- Pete Abbott - ingegnere del suono
- Norma Sharp - coordinamento alla produzione[1]